# Vera Santos
Vera Lúcia Montez dos Santos (Santarém, 3 december 1981) is een Portugese snelwandelaarster. Vanaf 2002 is zij actief in de internationale seniorenwedstrijden bij het 20 km snelwandelen. Sindsdien klimt ze gestaag op naar de subtop. Ze nam tweemaal deel aan de Olympische Spelen, maar won hierbij geen medailles.
In 2003 behaalde ze een zilveren medaille op het EK voor neosenioren (onder 23 jaar) in het Poolse Bydgoszcz. Met een tijd van 1:35.18 eindigde ze achter de Griekse Athanasía Tsoumeléka (goud) en voor de Duitse Sabine Zimmer (brons). Bij de wereldbeker snelwandelen van 2008 in Tsjeboksary maakte ze een flinke stap voorwaarts, door als derde te eindigen en met een nieuw PR van 1:28.17 voor het eerst een aansprekende tijd van onder de 1:30 uur te lopen.
Op de Olympische Spelen van 2008 in Peking eindigde ze op een elfde plaats in 1:28.14. Deze wedstrijd werd gewonnen door de Russische Olga Kaniskina, die met een verbetering van het olympisch record van 1:26.31 bijna twee minuten sneller was. Vier jaar later bij de Olympische Zomerspelen 2012 in Londen eindigde ze met 1:35.51 op een 49e plaats.
Ze is aangesloten bij Juventude Operária de Monte Abraão.

## Titels
- Portugees kampioene 20 km snelwandelen - 2005
- Portugees kampioene 3000 m (indoor) - 2009

## Persoonlijke records
Outdoor
| Onderdeel                 | Prestatie | Datum            | Plaats   |
| ------------------------- | --------- | ---------------- | -------- |
| 3000 m snelwandelen       | 12.17,59  | 12 juni 2010     | Lissabon |
| 5000 m snelwandelen       | 21.01,43  | 10 juni 2010     | Abrantes |
| 10.000 m snelwandelen     | 43.52,73  | 17 juli 2010     | Leiria   |
| 10 km snelwandelen        | 44.07     | 30 mei 2009      | Krakau   |
| 20.000 meter snelwandelen | 1:34.46,6 | 13 juli 2002     | Lissabon |
| 20 km snelwandelen        | 1:28.14   | 21 augustus 2008 | Peking   |

Indoor
| Onderdeel           | Prestatie | Datum            | Plaats |
| ------------------- | --------- | ---------------- | ------ |
| 3000 m snelwandelen | 12.30.15  | 14 februari 2009 | Pombal |

## Palmares

### 5000 m snelwandelen
- 1998: 29e WK junioren - 24.33,63

### 10.000 m snelwandelen
- 2000: 5e WK junioren - 47.11,18

### 20 km snelwandelen
- 2002: 17e EK - 1:37.19
- 2002: 36e Wereldbeker - 1:37.18
- 2003: 19e Europacup - 1:33.00
- 2003: 15e WK - 1:32.43
- 2003:  EK (onder 23 jaar) - 1:35.18
- 2004: 36e Wereldbeker - 1:33.13
- 2005: 15e WK - 1:32.17
- 2005:  Universiade - 1:33.54
- 2006: 27e Wereldbeker - 1:33.54
- 2006: 8e EK - 1:30.41
- 2007: 11e WK - 1:34.28
- 2008:  Wereldbeker - 1:28.17
- 2008: 9e OS - 1:28.14
- 2009: 4e WK - 1:30.35 (na DQ van Kaniskina)
- 2010: 6e EK - 1:30.52
- 2012: 17e Wereldbeker - 1:33.08
- 2012: 49e OS - 1:35.51
- 2013: 17e WK - 1:31.36

- World Athletics: 14295084
- Virtual International Authority File: 316748061